# Emerson, Lake & Palmer
Emerson, Lake & Palmer (skraćeno: ELP) engleski je rock sastav osnovan u Londonu u travnju 1970., a činili su ga basist, gitarist i pjevač Greg Lake, bubnjar Carl Palmer i klavijaturist Keith Emerson, koji je dao inicijativu za izdavanje grupe koja je u početku trebala biti nazvana HELP (Hendrix, Emerson, Lake & Palmer).
Među uspješnijim izdanjima nalaze se albumi Trilogy (iz 1972.) i Brain Salad Surgery (iz 1973.). Grupa se raspala 1979., a djelomično se ponovo okupila 1980. pod imenom Emerson, Lake and Powell. Posljednji nastup održala je 2010. Emerson i Lake preminuli su 2016.

## Diskografija
Studijski albumi
- Emerson, Lake & Palmer (1970.)
- Tarkus (1971.)
- Pictures at an Exhibition (1971.)
- Trilogy (1972.)
- Brain Salad Surgery (1973.)
- Works Volume 1 (1977.)
- Works Volume 2 (1977.)
- Love Beach (1978.)
- Black Moon (1992.)
- In the Hot Seat (1994.)